# Mule des Pyrénées

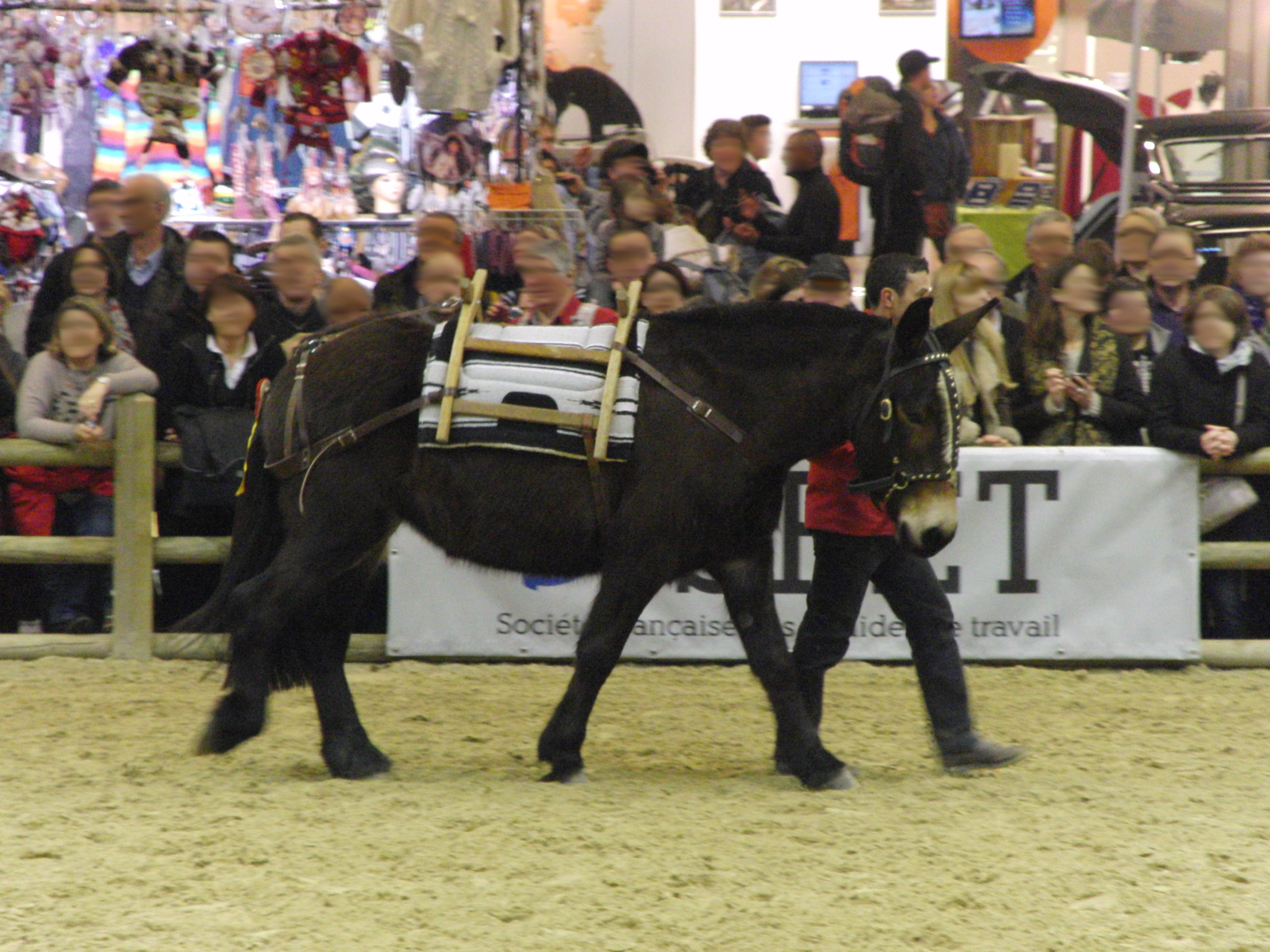
Présentation d'une mule des Pyrénées bâtée - Salon international de l'agriculture 2013, Paris, France

La mule des Pyrénées est un type de mule qui n'est pas reconnu par les haras nationaux français, mais qui est reconnu par le Ministère de l'Agriculture depuis 2005. La production mulassière était très importante dans les Pyrénées et fut une grande source de revenus jusqu'en 1940, où l'on comptait jusqu'à 1 000 naissances annuelles de ces mules pour le seul département de l'Ariège. Cet animal nait du croisement entre un baudet catalan et une jument trait bretonne, Mérens, ou autre (demi-sang, etc.).
Comme tous les hybrides, il est presque exclusivement stérile. Il fut très réputé comme animal de travail durant le XIXe siècle.

## Histoire

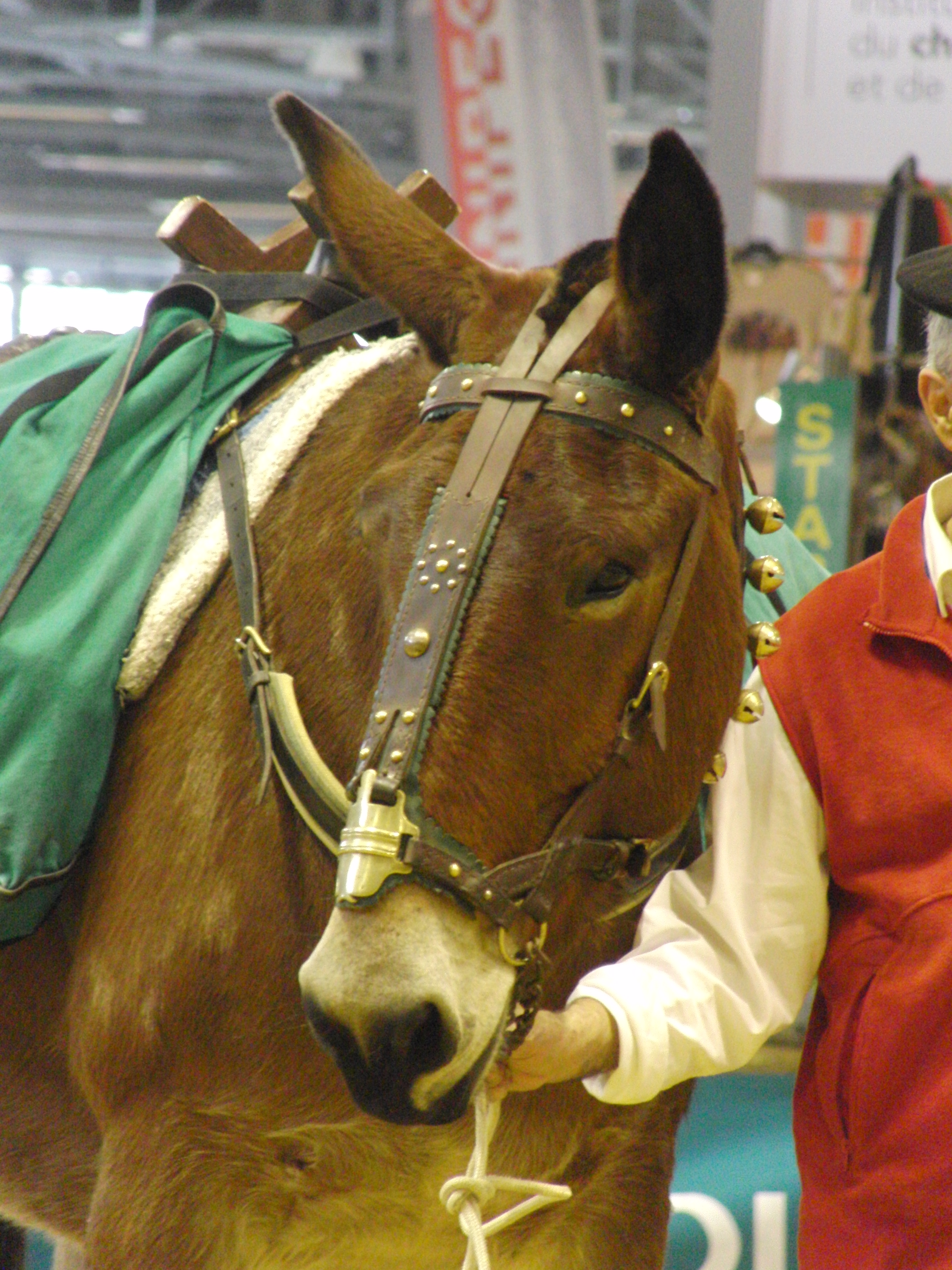
Tête d'une mule des Pyrénées

La mule des Pyrénées est produite en grand nombre depuis le XIXe siècle. Nous savons qu'elle est très présente dans les haras depuis le début du XIXe siècle, grâce à une anecdote racontant la visite de Napoléon en 1808 au dépôt d'étalons de Gelos.
Les chiffres de la production de mules des Pyrénées sont peu connus pour la période du XIXe siècle, car cette production était destinée à l'Espagne. C'était une sorte de trafic, car les éleveurs, pour aller vendre leurs animaux en Espagne, ne passaient pas par les postes frontières pour éviter de payer des taxes. la discrétion était donc de mise pour ce commerce.
À cette même époque, la production de mules était élevée car, pour les éleveurs, c'était 2 à 3 fois plus rémunérateur que de produire des chevaux de cavalerie légère, dont la remonte militaire avait pourtant besoin. 
Cette grande production s'amenuise avec la mécanisation de l'agriculture. Pourtant, jusqu'en 1972, l'Armée Française a utilisé des mulets pour les Chasseurs alpins.

## Description

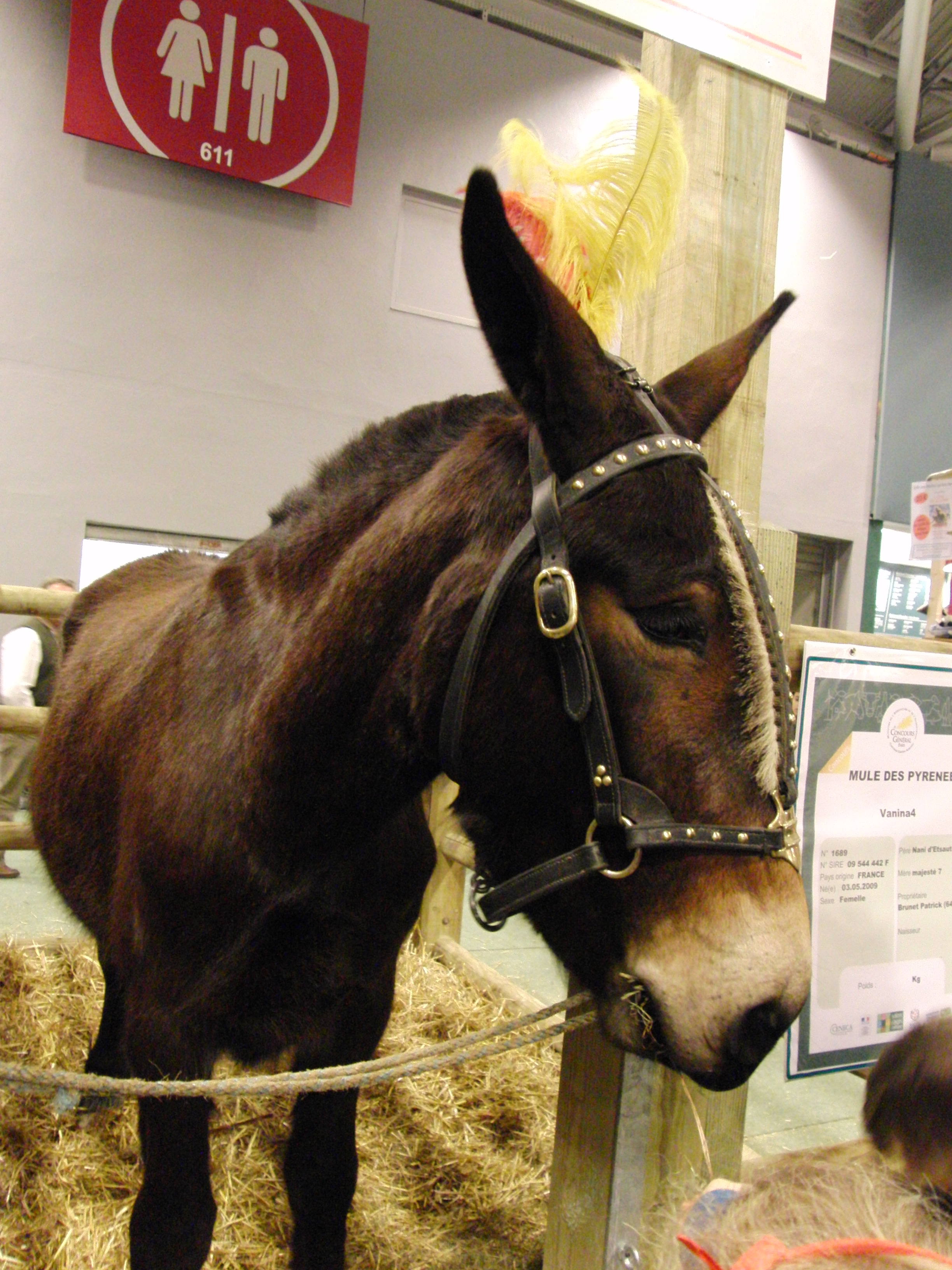
Tête d'une mule des Pyrénées.

La mule des Pyrénées n'a pas de standard fixe mais tend à être légère et distinguée. La robe est généralement de couleur noire ou bai brun, et le poids n'excède pas 600 kg, pour une taille maximale de 1,60 m. 
La mule est excellente pour le travail, elle peut porter des charges de 200 kg. Elle a du caractère mais elle est tout de même docile et très calme. Elle s'adapte à toutes les situations.

## Utilisation
Aujourd'hui, la mule est surtout utilisée pour les travaux agricoles, comme dans la viticulture, à la place du tracteur. Elle est aussi utilisée pour le tourisme équestre, monté, bâté et attelé.